# Pleronexis beauforti
Pleronexis beauforti es una especie de insecto coleóptero de la familia Chrysomelidae.
Fue descrita científicamente en 1908 por Weise.